# Лейк-Генрі (Міннесота)
Лейк-Генрі (англ. Lake Henry) — місто (англ. city) в США, в окрузі Стернс штату Міннесота. Населення — 72 особи (2020).

## Географія
Лейк-Генрі розташований за координатами 45°27′44″ пн. ш. 94°47′47″ зх. д. / 45.46222° пн. ш. 94.79639° зх. д. (45.462144, -94.796502).  За даними Бюро перепису населення США в 2010 році місто мало площу 0,53 км², уся площа — суходіл.

## Демографія
Згідно з переписом 2010 року, у місті мешкали 103 особи в 47 домогосподарствах у складі 22 родин. Густота населення становила 196 осіб/км².  Було 52 помешкання (99/км²).
Расовий склад населення:
| - 100,0 % — білих |

До двох чи більше рас належало 0,0 %. Частка іспаномовних становила 0,0 % від усіх жителів.
За віковим діапазоном населення розподілялося таким чином: 24,3 % — особи молодші 18 років, 63,1 % — особи у віці 18—64 років, 12,6 % — особи у віці 65 років та старші. Медіана віку мешканця становила 31,6 року. На 100 осіб жіночої статі у місті припадало 119,1 чоловіків;  на 100 жінок у віці від 18 років та старших — 116,7 чоловіків також старших 18 років.
Середній дохід на одне домашнє господарство  становив 48 989 доларів США (медіана — 45 000), а середній дохід на одну сім'ю — 59 152 долари (медіана — 57 083). За межею бідності перебувало 6,4 % осіб, у тому числі 0,0 % дітей у віці до 18 років та 16,7 % осіб у віці 65 років та старших.
Цивільне працевлаштоване населення становило 49 осіб. Основні галузі зайнятості: виробництво — 24,5 %, будівництво — 14,3 %, мистецтво, розваги та відпочинок — 12,2 %, освіта, охорона здоров'я та соціальна допомога — 12,2 %.